# Matthias Keidtel

Matthias Keidtel

Matthias Keidtel (* 7. September 1967 in Schleswig-Holstein) ist ein deutscher Schriftsteller.

## Leben
Matthias Keidtel wurde 1967 in Schleswig-Holstein geboren und wuchs unter anderem in Japan und im Iran auf, wo er 1979 vor der islamischen Revolution nach Israel fliehen musste, was ihm die bis heute anhaltende Furcht vor Ortswechseln und Reisen beschert hat. 1989 kehrte er nach Deutschland zurück. Es folgte der Zivildienst in Frankfurt am Main beim Arbeiter-Samariter-Bund – in irgendeiner Form Versehrte sind seither bevorzugtes Thema seines weiteren Schaffens. Von 1991 bis 1997 studierte Keidtel Geschichte und Germanistik an der Freien Universität Berlin und schloss mit dem Magister Artium ab. Während eines mehrmonatigen New-York-Aufenthalts schrieb er seinen ersten Roman Abgetaucht, der wenig später bei einem kleinen Verlag erschien. Nach diversen Nebenjobs, so als Werbetexter für eine Berliner Tourismus-Agentur, als Zigarrenverkäufer und Assistent der Filmgeschäftsführung Berliner und Leipziger Tatorte, arbeitet er seit 1998 hauptberuflich als Schriftsteller. Matthias Keidtel lebt mit seiner Frau und zwei Kindern in Berlin-Kreuzberg.

## Wirken
Matthias Keidtel beschäftigt sich in seinen Büchern bevorzugt mit Außenseitern der Gesellschaft, Menschen, die abseitsstehen und deshalb einen umso genaueren Blick auf ihre Umgebung haben. Einem breiteren Publikum wurde er vor allem durch seinen Roman Ein Mann wie Holm (der erste Teil der Trilogie des modernen Mannes) bekannt, der sich auf humorvolle und gleichzeitig ernsthafte Art und Weise mit der Rolle des modernen Mannes befasst. Die Kritik lobte die hintergründige Komik des Buches.

## Werk
- Frau Endlich geht, Roman, Rütten & Loening, Berlin 2015
- Karaoke für Herta, Roman, Rütten & Loening, Berlin 2014
- Geht doch!, Roman, Hardcover, Manhattan, München 2010
- Das Leben geht weiter, Roman, Hardcover, Manhattan, München 2009
- Ein Mann wie Holm, Roman, Taschenbuch, Goldmann Manhattan, München 2008
- Ein Mann wie Holm, Roman, Hardcover, Rogner & Bernhard, Berlin 2006
- Falsche Verwandte, Roman, Reclam Leipzig 2003
- abgetaucht, Roman, Rake Verlag, Rendsburg 1998

### Kurzgeschichten und Essays
- Was sind eigentlich Männer?, in: Shakespeare, Viel Lärm um nichts, Burgtheater Wien, Heft 148, Spielzeit 2006/2007
- Sehnsucht, Kurzgeschichte, in: Raus aus der Stadt, Satyr Verlag, Berlin 2006
- Kleiner Grenzverkehr / Crossing Borders, Kurzgeschichte (in engl. und deutsch), in: Einmalig II. Bundesdruckerei GmbH, Berlin 2003
- Schnee, Kurzgeschichte, in: Eiszeit. 25 Autoren schlottern vor Kälte. Aufbau Taschenbuch Verlag, Berlin 2000
- Die Stimme, Kurzgeschichte, in: 2000. Schicke neue Welt. Erinnerungen an das 21. Jahrhundert. Ullstein Verlag, Berlin 1999
- Die Nacht der langen Bärte, Kurzgeschichte, in: Die Leiche hing am Tannenbaum. 24 Verbrechen zum Fest. Ullstein Verlag, Berlin 1999
- sowie Artikel in verschiedenen Zeitschriften und Magazinen.

### CDs
- Die Kurzgeschichte Schnee findet sich auch auf der CD Unter Null. Schneegeschichten, erschienen im Hörverlag, München, 2003. Laufzeit: 22 Minuten, gelesen von Michael Mendl.